# Garadna

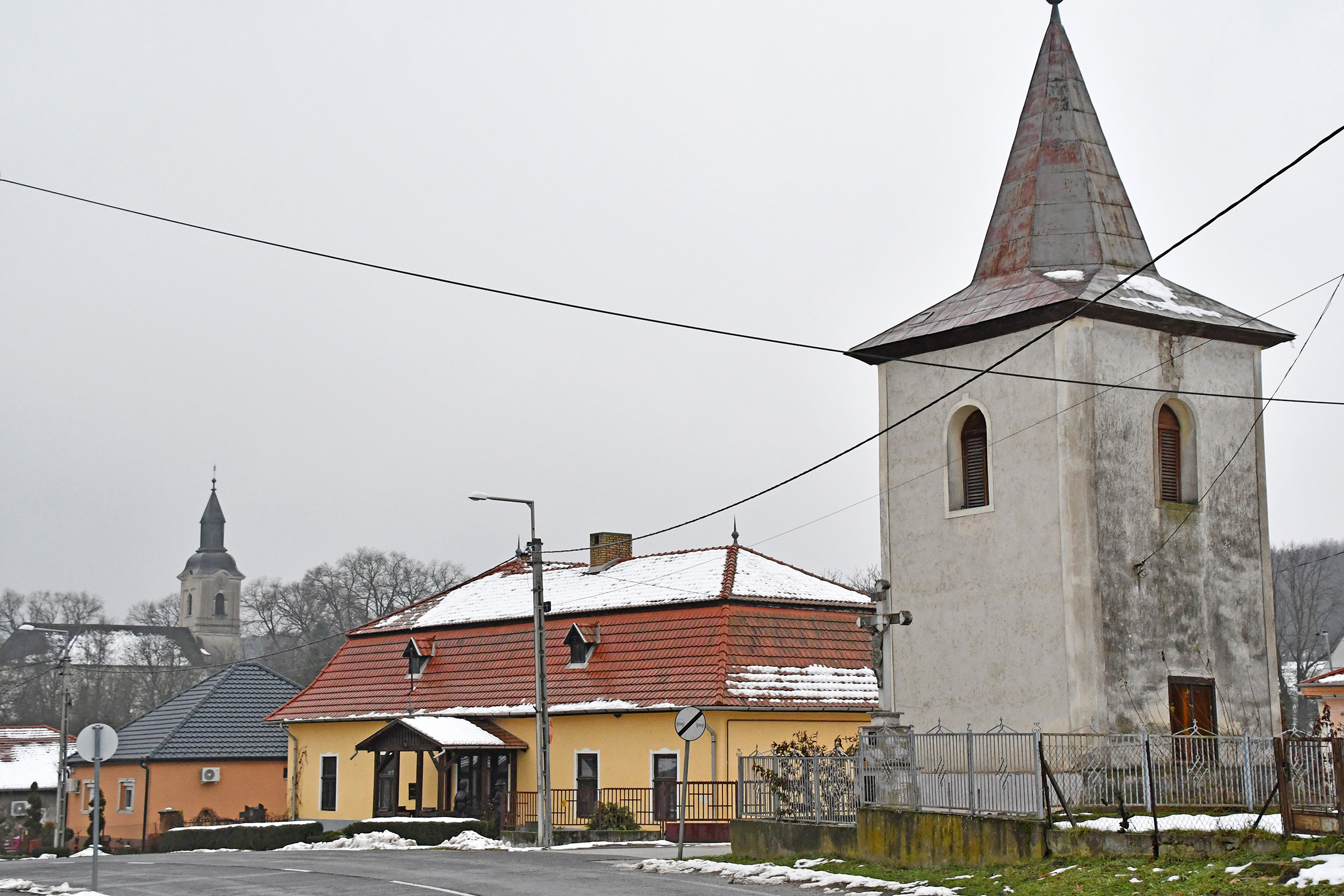
Römisch-katholischer Glockenturm in Garadna (2023)

Garadna ist eine ungarische Gemeinde im Kreis Encs im Komitat Borsod-Abaúj-Zemplén.

## Geografische Lage
Garadna liegt in Nordungarn, 45 Kilometer nordöstlich des Komitatssitzes Miskolc, 10,5 Kilometer nordöstlich der Kreisstadt   Encs, an dem Fluss Garadna. Nachbargemeinden sind Novajidrány und Hernádvécse.

## Sehenswürdigkeiten
- Griechisch-katholische Kirche Istenszülő Oltalma, erbaut Anfang des 19. Jahrhunderts

## Verkehr
Durch Garadna verläuft die Landstraße Nr. 3030, östlich des Ortes die Hauptstraße Nr. 3. Es bestehen Busverbindungen über Hernádvécse nach Hernádpetri sowie nach Novajidrány, wo sich der nächstgelegene Bahnhof an der Bahnstrecke Miskolc–Košice befindet.